# Gédéon Rochon
Pour l’article homonyme, voir Rochon.
Gédéon Rochon (1877-11 février 1917) fut un avocat et homme politique fédéral du Québec.

## Biographie
Né à Saint-Jérôme dans la région des Laurentides, il étudia au Séminaire de Sainte-Thérèse et à l'Université Laval de Québec. Nommé au Barreau du Québec en 1902, il partit pratiquer le droit dans sa ville natale.
Élu député du Parti conservateur dans la circonscription fédérale de Terrebonne lors de l'élection partielle déclenchée après la démission de son oncle Wilfrid-Bruno Nantel en 1915. Il décéda en fonction en 1917 à l'âge de 40 ans.
Un autre de ses oncles, Guillaume-Alphonse Nantel, fut également député fédéral de Terrebonne en 1882. 